# 克里斯多與珍妮-克勞德
克里斯多與珍妮-克勞德（Christo and Jeanne-Claude）是以其大規模的環境藝術、場域特定藝術而聞名的兩名藝術家。他們透過使用织物包裹的大型地標、裝置藝術等景觀元素創作作品，最為知名的作品包括《包裹德國國會大廈》、《包裹新橋》，《奔跑的柵欄》以及《大門（環境藝術）》等藝術作品。
該兩人分別出生在保加利亞和摩洛哥，在1950年代末在巴黎相遇並結婚。起初他們以克里斯多的名義從事藝術活動，後則改為「克里斯多與珍妮-克勞德」之名。 儘管珍妮-克勞德於2009年去世，但克里斯多在2020年去世之前仍然繼續規劃和執行兩人的專案。
克里斯多與珍妮-克勞德的作品通常是大型、引人注目的視覺藝術，同時也頗具爭議。這些作品往往需要經過多年、有時甚至幾十年的精心準備，包括技術解決方案、政治協商、許可和環境批准、聽證和公眾說服。並堅持不接受助學金、獎學金、捐贈或公共資金，而是透過銷售自己的藝術品來資助計畫。他們將作品成功所需的各個元素視為藝術作品的組成部分，並表示他們的作品除了帶來即時的美學衝擊外，並沒有更深層次的含義。

## 生平

### 克里斯多

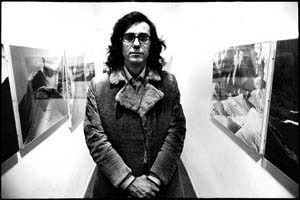
年輕的克里斯多

克里斯多的簽名

克里斯多·弗拉基米羅夫·賈瓦切夫（保加利亞語發音：[xrisˈtɔ vlɐˈdimirof jaˈvaʃɛf]）於1935年6月13日出生在保加利亞加布羅沃。他是茨維塔·迪米特羅娃（Tzveta Dimitrova）和弗拉基米爾·賈瓦切夫（Vladimir Javacheff）三個兒子中的第二個兒子。該家庭從事紡織品製造商的工作，他自小就接受私人藝術指導，並在一個支持藝術的家庭中長大，並得到了父母的支持，他們經常邀請藝術家到家中拜訪。
在克里斯多的童年時，該家庭受到第二次世界大战事件和國家不穩定邊界的影響。在疏散期間，他與兄弟們住在城外的鄉間，這段時間使他與大自然和手工藝建立了深厚的聯繫。1953年，克里斯多開始追求寫實主義繪畫，進入索菲亞美術學院就讀，但他對這所學校的教學方式感到沉悶且壓抑。他的藝術靈感主要來自斯基拉藝術書籍以及訪問比他年長、曾經活躍於現代主義和蘇聯前衛藝術的教授。在學院，克里斯多主要在周末被派去參與繪製宣传画，這是他不情願參加的活動。同時在國家電影公司擔任現場勘察員，並在暑假期間參與了三個巡迴演出。
1956年，他借助學院的人脈取得許可，前往位於布拉格的家人居住的地方，那裡他受到埃米爾·弗蘭茨·布里安所開設的劇院啟發。由於擔心匈牙利將進一步受到蘇聯的壓制，克里斯托決定在保加利亞兵役期間，以火車躲藏的方式逃往維也納尋求無國籍人的政治庇護。他不得不支付賄賂使他身無分文，在難民營受困的經歷也令他感到恐懼。
在維也納，他與一位家庭朋友共同居住，並開始在维也纳美术学院學習，由於追求政治庇護而放棄了護照。因此他以佣金方式賺取生活費，在一位從索菲亞搬來的朋友的建議下，他開始積攢錢，在1957年底訪問了日內瓦。儘管違反了他的簽證條例，他仍繼續尋找佣金機會。並在訪問了巴塞爾和蘇黎世的美術館後受到影響，並在1958年1月首次開始包裝藝術品，從一罐油漆開始，而這也成為他日後的標誌性風格。他所包裝的日常用品的收藏被稱為他的「庫存」。1958年2月，克里斯托前往巴黎，並得到了索非亞美術學院的協助，成功獲得簽發簽證。
在無國籍的17年後，克里斯托於1973年成為美國公民。他於2020年5月31日在紐約市家中去世，享壽84歲。

### 珍妮-克洛德
珍妮-克洛德·德納·德吉勒邦（法語：Jeanne-Claude Denat de Guillebon、法語發音：[ʒan klod dəna də gijəbɔ̃]）於摩洛哥卡萨布兰卡出生，他的父親是一名駐紮當地的陸軍軍官。在珍妮-克洛德出生後不久，她的母親普瑞西爾達與父親李昂‧德納離婚。隨後，普瑞西爾達再婚了三次。珍妮-克洛德於1952年從突尼斯大学取得拉丁文和哲學的文憑。普瑞西爾達則在1947年嫁給雅克‧德‧吉約邦將軍後，先後在伯恩（1948–1951）和突尼斯（1952–1957）居住，然後返回巴黎。
成年後，珍妮-克洛德被描述為「外向」並具有天生的組織能力。在成為藝術家後，他染了紅色頭髮，並稱這是由他的丈夫選擇的。在處理項目規劃時，他主要負責監督工作人員並籌集資金。珍妮-克洛德最後於2009年11月18日在紐約市因腦動脈瘤併發症而去世。她的遺體將捐贈給科學，這是她的最後一個願望之一。他曾說道：「藝術家不會退休直到他們死去。就這樣。當他們停止創作藝術時，他們就死了。」

### 婚姻
克里斯多與珍妮-克勞德最初於1958年10月相識，當時克里斯多受委託為珍妮-克勞德的母親普雷西爾達·德·吉約邦畫一幅肖像。起初，克里斯多被珍妮-克勞德的同父異母妹妹喬伊斯吸引。當時，珍妮-克勞德與菲利普‧普朗翁（Philippe Planchon）已經訂婚。然而在婚禮前不久，珍妮-克勞德發現自己懷了克里斯多的孩子。儘管她最終與普朗翁結婚，但珍‧克勞德在度完蜜月後立即離開了他。
克里斯多和珍妮-克勞德的兒子西里爾·克里斯托於1960年5月11日出生。

## 職業生涯
克里斯多與珍妮-克勞德的的第一次展覽在1961年在科隆舉辦，展示了後來以聞名的三類藝術品：包裹物品、油桶和短暫的大型作品。1962年，克里斯多在巴黎首次舉辦的個展附近的巷子，裡擺放了240個油桶達數小時，這個作品被稱為《鐵幕》，是對柏林圍牆的一種富有詩意的回應。
隨後，克里斯多和珍妮-克勞德形成了長期、穩定的合作關係。他們共同構思項目，當中由克里斯多製作草圖和預備作品，後來將其出售以籌集資金支持最終的裝置。他們兩人則聘請助手來完成包裹目標物品的工作。最初，為了簡化交易和提升品牌，他們以「克里斯多」的名義工作，但考慮到建立藝術家聲譽的困難以及當時對女性藝術家的偏見，事後將他們的大型戶外作品歸功於「克里斯多和珍妮-克勞德」雙方。甚至選擇分別搭乘不同的飛機，以防一方出事，另一方能夠繼續他們的工作。
1964年，這對夫婦搬到紐約後，共耗費四年的時間內製作一款木製立面，以模擬商店櫥窗的作品《店面》（Store Fronts）。在同期則創作了《空氣包裝》，該作品透過充氣並包裹氣球，並在1968年的4.文獻展首度公開展示。1969年，應芝加哥当代艺术博物馆博物館館長揚·范德·馬爾克的邀請，他們包裹了整座博物館，而館舍仍然對外開放。起初，該作品曾引起公眾的反感，並被消防部門要求解開，但最終未被執行。
在澳洲收藏家約翰·卡爾多爾的幫助下，克里斯多和讓娜-克洛德在隔年與100名志工則在悉尼新南威爾斯州小灣的一處沙灣進行包裹，這件被稱為《包裹海岸》的作品，因而成為卡爾多爾公共藝術計畫的第一件作品。

### 1970年代

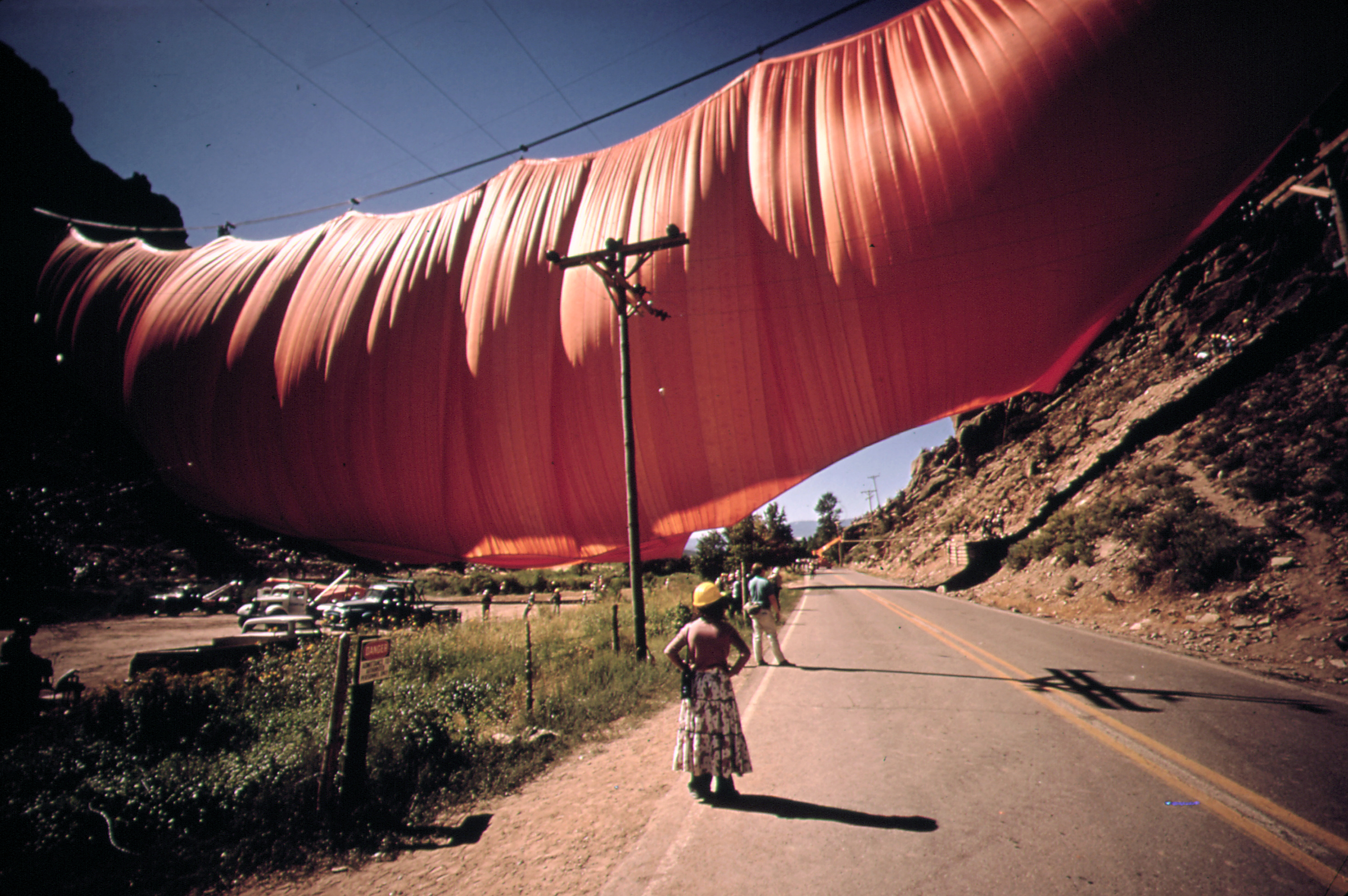
《山谷簾幕》 (1972年)

在《包裹海岸》計畫完成後的一年，克里斯多著手籌備《山谷簾幕》的計畫：一條橘色的帷幕懸掛在科羅拉多州325號公路多山的區域。同時，他們也計劃了《包裹行道》（東京和荷蘭）和《包裹島嶼》（南太平洋），但這兩個項目最終未能實現。為了從稅收和其他責任中受益，克里斯多成立了一家公司，這種形式後來被用於後續項目。在1971年底試圖在公路懸掛帷幕未遂後，新的工程師和建築承包商於1972年8月成功懸掛了帷幕。然而，這項工程僅持續了28小時，強風則摧毀了布料。《山谷簾幕》也成為他們至今最昂貴的項目之一，也是首次涉及到建築工人協助的作品，《山谷簾幕》的搭建過程後由大衛和阿爾伯特·梅斯爾斯拍攝成紀錄片《克里斯多山谷簾幕》。該片後被提名為第46届奥斯卡金像奖最佳紀錄短片獎。梅斯爾斯兄弟後來也多次參與克里斯多的拍攝工作。
受到雪籬笆的啟發，1972年，克里斯多與珍妮-克勞德開始籌備《奔跑的柵欄》：一條長達24.5英里的白色尼龍圍欄，由鋼柱和鋼纜支撐，貫穿加利福尼亚州的山水，一直延伸到大海。為了獲得牧場土地的臨時使用權，藝術家同意提供支付和使用拆卸後的建築材料。然而，該項目遭到了其他人的多次公開質疑，包括在18次公開聽證會和三次州法庭會議。該圍籬最後在1976年4月開始建設，並在9月進行為期兩週的展示後進行拆除。
1978年，他們進行了《包裹行道》（Wrapped Walk Ways）項目，該作品涵蓋了堪薩斯城寬鬆公園的路徑。他們用藏紅花色的尼龍布覆蓋了佔地12,540平方公尺（135,000平方英尺）的正式花園步道和慢跑徑的4.4公里（2.7英里）。

### 1980年代
1980年代初期，兩人策劃了一項基於珍妮-克洛德構思的項目，旨在用603,850平方米（6,499,800平方英尺）的粉紅色聚丙烯浮動織物，環繞邁阿密比斯坎湾的十一個島嶼。《被包圍的島嶼》最後於1983年5月7日完成，共有430名工人參與其中，展覽為期兩週。這些工人穿著粉紅色長袖襯衫，上面寫著淡藍色字體「克里斯托被包裹的群島」，下方註明衣服的設計師威利·史密斯的名字：「由威利·史密斯設計和製作」。
1984年3月，珍妮-克洛德成為美国公民[。夫婦獲准在1985年8月包裹巴黎的新橋，《包裹新橋》最後完成後，共展示為期兩週（1985年9月22日至10月5日）。吸引了三百萬遊客參觀。該項計畫延續了將雕塑維度轉化為藝術品的傳統。其中織物保留了新橋的主要形狀，並強調了細節和比例。與《被包裹的群島》一樣，協助安裝和拆卸新橋的工人也穿著威利·史密斯設計的制服。

### 1990年代

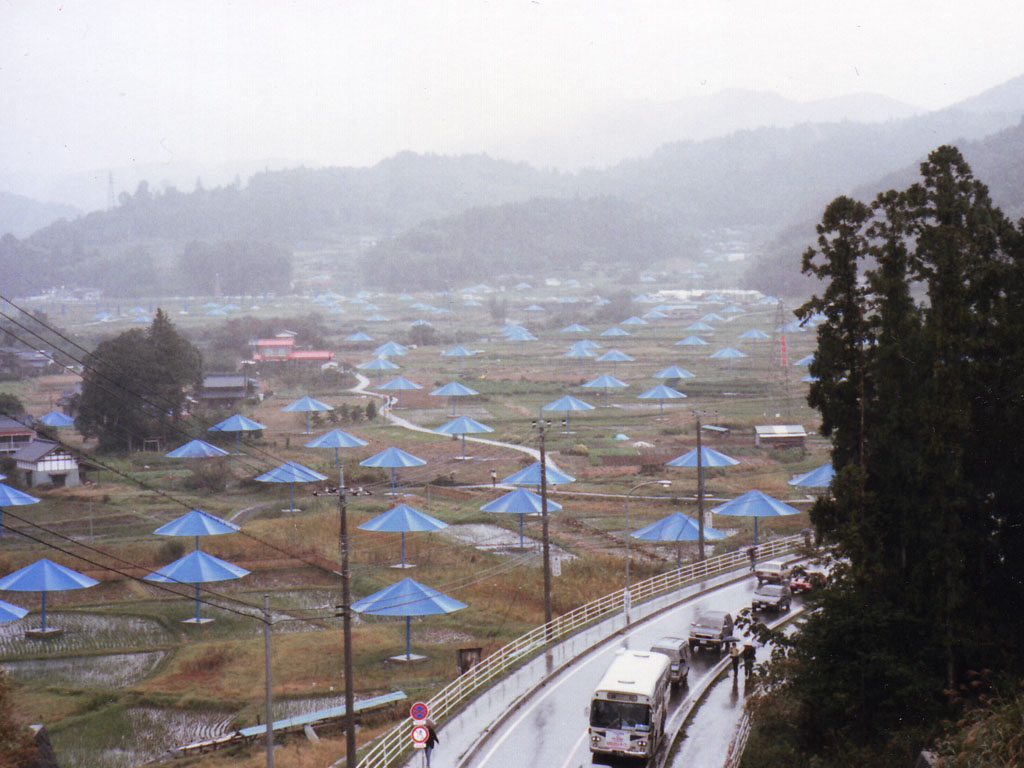
《雨傘：日本-美國》 (1991年)

1991年，《雨傘：日本-美國》計畫在日本和加利福尼亞同時展開，該作品共設立總計約3100個藍色、金色的傘。耗資共2600萬美元，該作品吸引了三百萬名參觀者。然而在加利福尼亞州則發生了一起因風吹飛的傘砸中一名女性參觀者致死的事故，最後克里斯多提前結束了整個展覽。同時在拆卸日本的展覽時，一名工人也因意外不幸喪生。
1995年，克里斯多和珍妮-克勞德展開《包裹德國國會大廈》項目，該項目在歷時24年的遊說後得到批准，經涉及六位德國國會主席。這次展覽使用了10萬平方米的銀色織物將整個德國國會大廈包覆，並用藍繩繫住。克里斯托形容這次包裹是「基於他在保加利亞成長的自傳」。這項藝術裝置被視為德國統一的象徵，標誌著柏林重新成為一座世界級城市的地位。事後，《衛報》將這項工程譽為克里斯多與珍妮-克勞德的「最壯觀的成就」。
1998年，兩人在貝耶勒基金會及其附近的貝羅瓦公園包裹了樹木。雖然此前在密蘇里州的聖路易斯和巴黎未能獲得政府支持，但這次裝置是透過售賣攝影文件和準備工作的自資方式實現，這也成為克里斯多和讓娜-克洛德標準作法的一部分。

### 21世紀

#### 大門

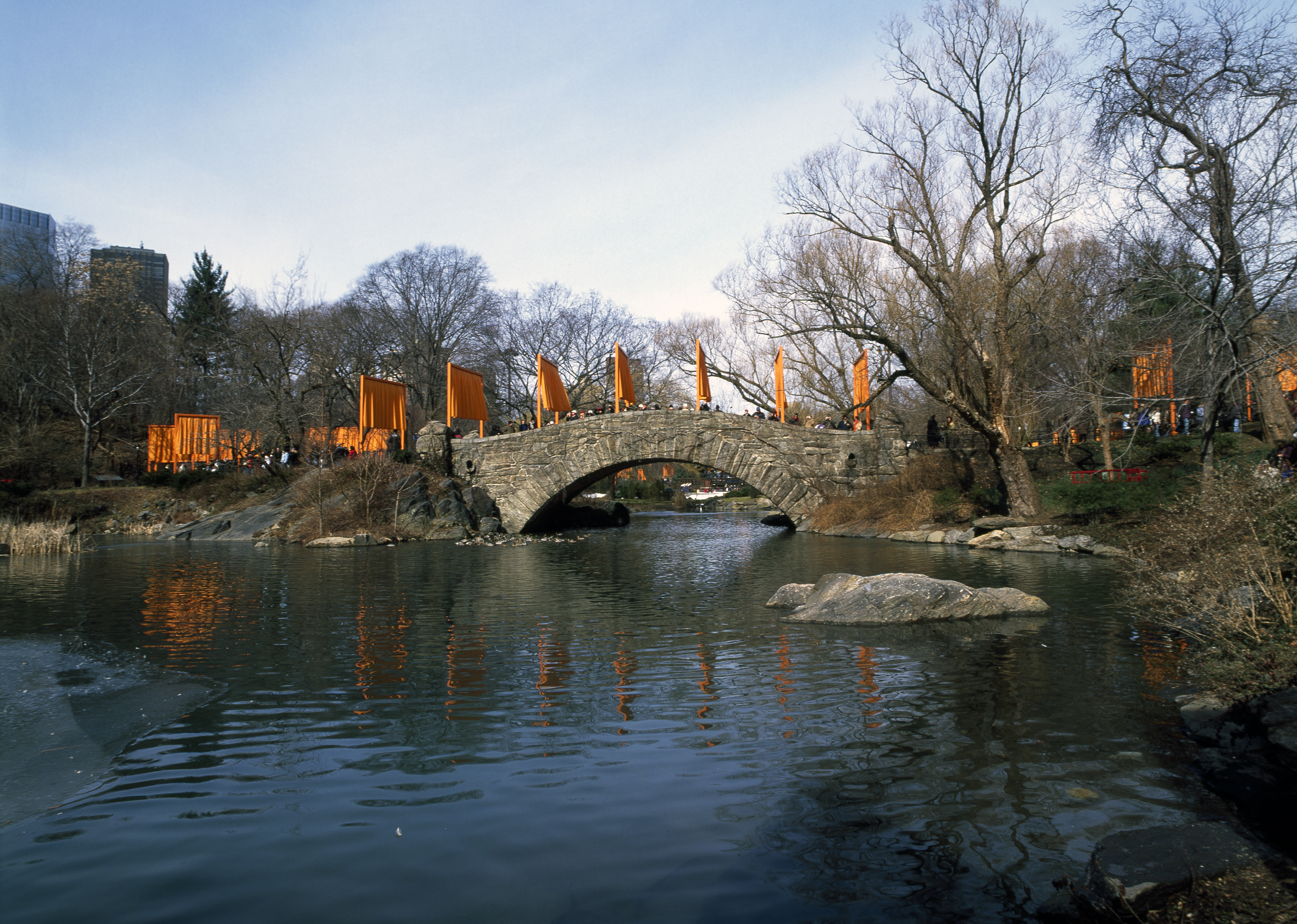
《大門（環境藝術）》 (2005年)

克里斯托和讓娜-克洛德最耗時的藝術項目之一《大門（環境藝術）》，於2005年1月在紐約市中央公園展開。完整標題為《|大門：紐約市中央公園, 1979–2005》，表示了藝術家首次提案的年份以及獲得時任紐約市長迈克尔·布隆伯格許可的年份。《大門》對公眾開放的時間為2005年2月12日至27日，該藝術裝置在中央公園的小徑上擺放了7503個高5公尺（16英尺），總長37公里（23英里）的藏紅花色織物門。市長針對此作品授予他們多莉斯·弗里德曼公共藝術獎。該計畫共耗資2100萬美元，計劃透過銷售項目文件來收回成本。

#### 大空氣包
《大空氣包》（Big Air Package）是克里斯多於2013年3月16日至12月30日在奧伯豪森煤氣罐中展出的作品。作為埃姆舍公園國際建築展的最後裝置，這是克里斯托在煤氣罐發表的第二件藝術品。作品最初在2010年構思完成。這座雕塑設置在這座工業紀念建築的內部，由20,350平方公尺（719,000立方英尺）的半透明織物和4,500米（14,800英尺）的繩子製成。
在充氣狀態下，這個重達5.3噸（5.8短噸）的包裹可達到了90公尺（300英尺）以上的高度，直徑50公尺（160英尺），體積177,000立方公尺（6,300,000立方英尺）。這件巨大的藝術品曾經世界上臨時最大的自立雕塑。參觀者可入內參觀。

#### X-TO + J-C
2014年，聖地亞哥當代藝術博物館展出了《X-TO + J-C: 克里斯多與珍妮-克勞德特展：戴維·C·科普利遺產作品》。該展覽呈現了博物館的贊助人和受託人之一大衛·C·科普利（David C. Copley）的遺產，他也擁有美國最大的克里斯多與珍妮-克勞德作品收藏之一。《X-TO + J-C》主要展出兩人早年的五十多件作品，包括克里斯多引人注目的《包裹》（Package、1960年），以及與早期的相關的素描：椅子、路標和其他日常物品。
克里斯多本人在一場講座中討論了兩個新作品：《河流之上》和《馬斯塔巴》的籌備過程。

#### 浮碼頭

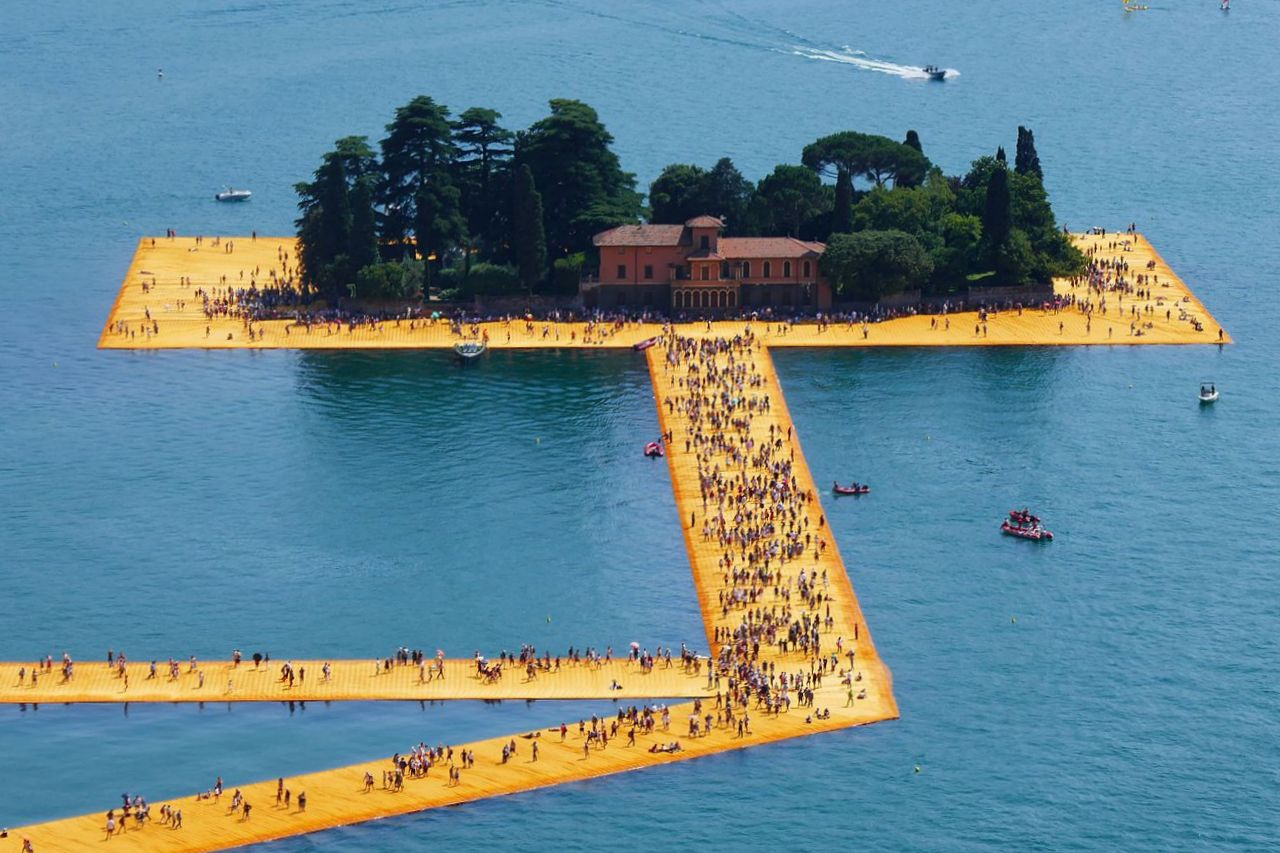
《浮碼頭》（2016年)

《浮碼頭》（2016年）是一系列在義大利布雷西亚附近的伊塞奧湖安裝的人行道。從2016年6月18日到7月3日展示，遊客可以步行在水面上，從陸地的苏尔扎诺前往蒙特伊索拉島和聖保羅島。《浮碼頭》約200,000個聚乙烯立方體製成，表面覆蓋著70,000平方公尺（750,000平方英尺）的鮮豔黃色織物，其中3公里（1.9英里）的碼頭漂浮在水面上；另外1.5公里（0.93英里）的金色織物則延伸沿著蘇爾扎諾和佩斯基埃拉馬拉利奧的步行街。
展覽結束後，所有組件都將被拆除並回收。這項裝置是由貝瑞塔家族協助實現的，這項作品在義大利的公眾和評論家中都取得了成功。

#### 倫敦馬斯塔巴

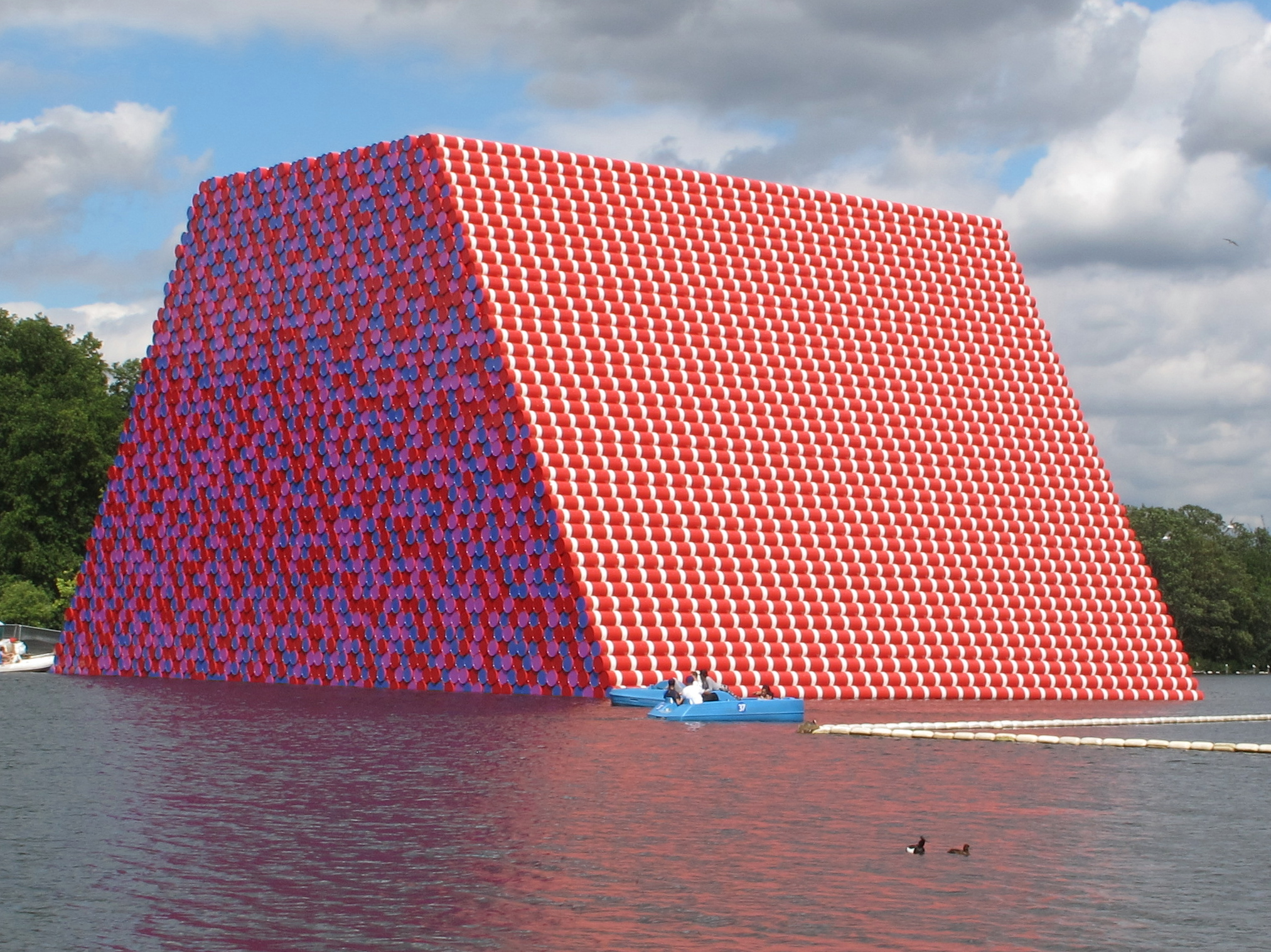
《倫敦馬斯塔巴》 (2018年)

《倫敦馬斯塔巴》是在2018年6月至9月在倫敦九曲湖展出的臨時浮動裝置。該裝置由7,506個油桶組成，呈馬斯塔巴的形狀，該者為是古代美索不達米亞地區使用的一種墓葬風格，具有平坦的屋頂和向內傾斜的側面。該作品坐落在一個由高密度聚乙烯製成的浮動平台上，共有32個錨固定在此處。其高度為20米（66英尺），重600噸（660短噸）。垂直端部塗有紅色、藍色和淺紫色的馬賽克，而傾斜的側面則為紅色，帶有白色條紋。
在倫敦馬斯塔巴向公眾展示同時，附近的九曲湖畫廊還舉辦一場名為「克里斯多與珍妮-克勞德：桶和馬斯塔巴1958–2018」的藝術家作品展覽。該展覽包括藝術家過去60年的雕塑、素描、拼貼、比例模型和照片。另一個由超過400,000個油桶組成的馬斯塔巴，計劃在阿布達比市以東約160公里（100英里）的艾爾加比亞建造。

#### 河流之上
2010年代，克里斯多與珍妮-克勞德計劃了一個名為《河流之上》的未來項目，該作品計劃在科羅拉多州薩萊達和峽谷城之間的阿肯色河上建造，位於洛磯山脈的東坡。這個項目計劃橫向懸掛10.8公里（6.7英里）的反射透明布板，高懸在鋼纜上，錨固在河岸上。項目計劃最早在2015年夏季進行兩週，並且在安裝期間保持河流對娛樂的開放。該作品靈感來自於1985年的《包裹新橋》，他們於1992年展開了為期三年的尋找適當地點的工作，並在考慮大約八十九個河流位置後選擇阿肯色河，因為其河岸高度足夠。
《河流之上》在環境研究、設計工程和風洞測試布料上花費了超過600萬美元。與過去的項目一樣，《河流之上》將完全由克里斯多與珍妮-克勞德出資，通過出售克里斯多的預備素描、拼貼、比例模型和1950年代/1960年代早期作品籌措資金。2010年7月16日，美國土地管理局發布了其四卷的《環境影響聲明書》，報告了許多可能帶來的的嚴重不良影響，同時提出了許多建議的緩解選項。
美國內政部土地管理局於2011年11月7日發布了批准該項目的決策記錄。然而，該項目的工作不能開始，直到土地管理局發布繼續進行通知為止。一個反對該項目的當地組織「阿肯色河上的破布」（ROAR）於2011年7月22日向科羅拉多州公園和野生動物園提起了訴訟。當地居民的反應對於架設作品的反應非常激烈，部分支持者認為該作品能夠帶來旅遊業的繁榮，反對者則認為作品將破壞當地自然景觀的視覺吸引，並對河流生態系統造成損害。一名當地的泛舟嚮導將該項目比喻為「在教堂中懸掛色情作品」。
2017年，唐納·川普當選總統後，克里斯多取消了《河流之上》項目，理由是抗議新政府以及對當地居民進行的激烈的法律戰爭，已經使他感到疲憊。

#### 凱旋門，包裹

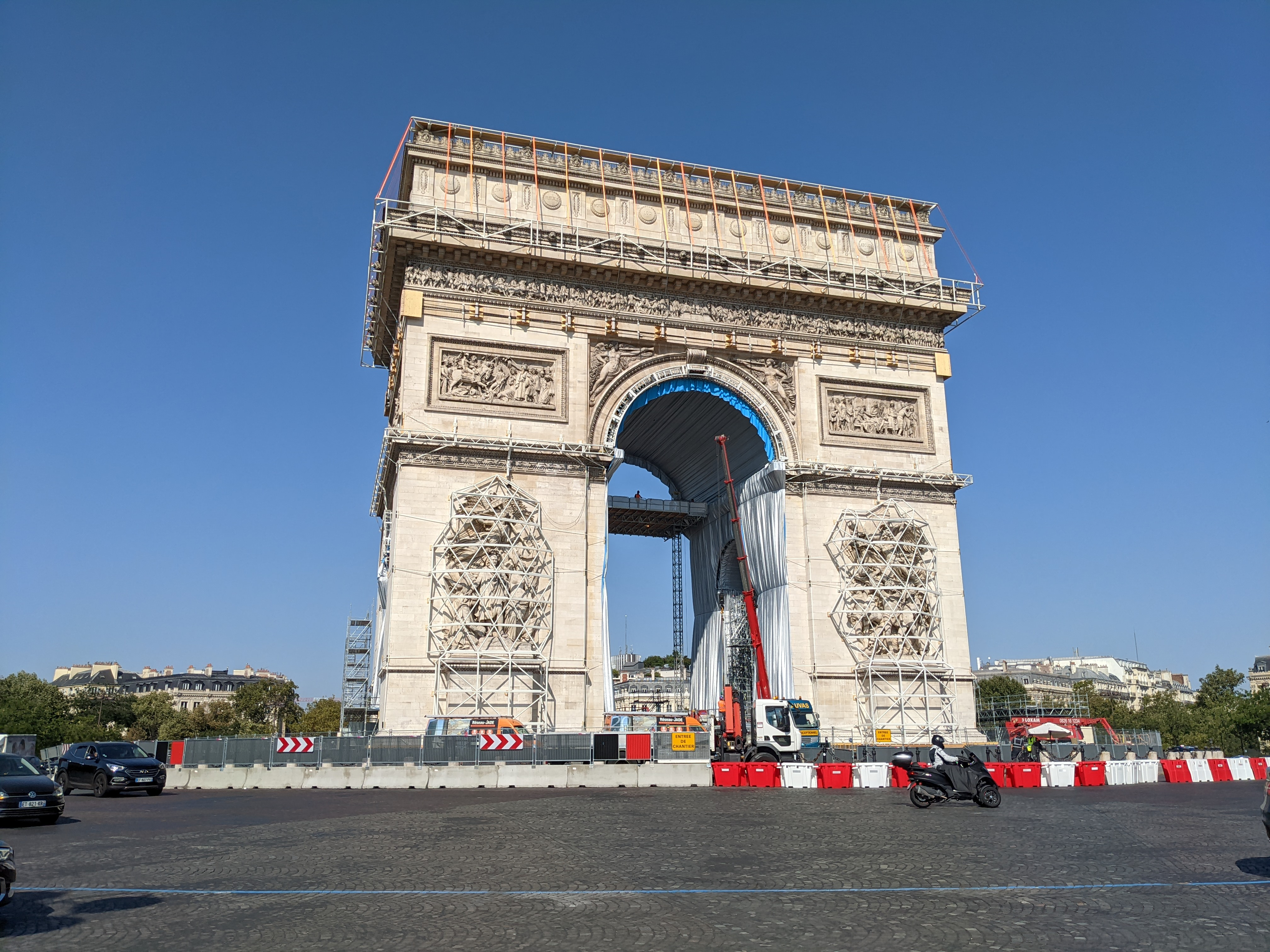
正在進行前置準備的《凱旋門，包裹》 (2021年)

2021年，克里斯多的最後一個作品將巴黎凯旋门包裹在3萬平方公尺的可回收聚丙烯纖維布，並使用7,000公尺（23,000英尺）的紅繩固定。該作品原定於2020年秋季進行，由於嚴重特殊傳染性肺炎疫情影響了法國以及全球藝術和文化部門，該作品因此推遲了一年，最後2021年9月18日（星期六）至10月3日（星期日）舉行。克里斯多去世後，他的辦公室表示項目將仍然持續進行，作品將由克里斯多的團隊與法國國家古蹟合作繼續完成。
一些報章在報導該事件時刪除了珍妮-克勞德的名字，引起了有關藝術史中壓制女性藝術家地位的辯論。

## 評價
克里斯多與珍妮-克勞德的作品現由許多主要公共收藏機構所擁有。這對藝術家獲得了1995年的高松宮殿下紀念世界文化獎、2006年的維爾切克獎以及2004年的國際雕塑中心的當代雕塑終身成就獎。
藝術評論家大衛·伯登形容克里斯多的包裝作品是一種「透過掩飾的啟示」。對於批評者，克里斯多回應道：「我是一位藝術家，我必須擁有勇氣... 你知道我沒有任何實際存在的藝術品嗎？它們在完成時都會消失。只有預備的素描和拼貼留下，以賦予我的作品一種幾乎傳奇的特質。我認為創作那些注定會消失的事物需要更大的勇氣，相較之下，創作那些將永久存在的事物相對較容易。」珍妮-克勞德則堅信藝術品的美學之美，他稱：「我們想要創造充滿歡樂和美麗的藝術品，我們會建造它們，因為我們相信它們將會很美。」
2022年，邁阿密佩雷茲藝術博物館展出了《克里斯多素描：瑪麗亞·貝奇利和斯科特·霍德斯收藏捐贈》，其中包括克里斯多與珍妮-克勞德在1960年代至2000年代製作的素描和項目草圖。

## 另見
- 大地艺术